# Andrés Mignucci

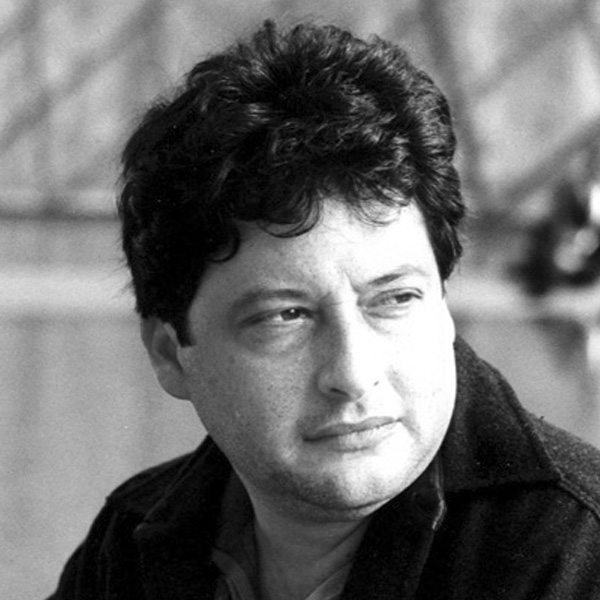

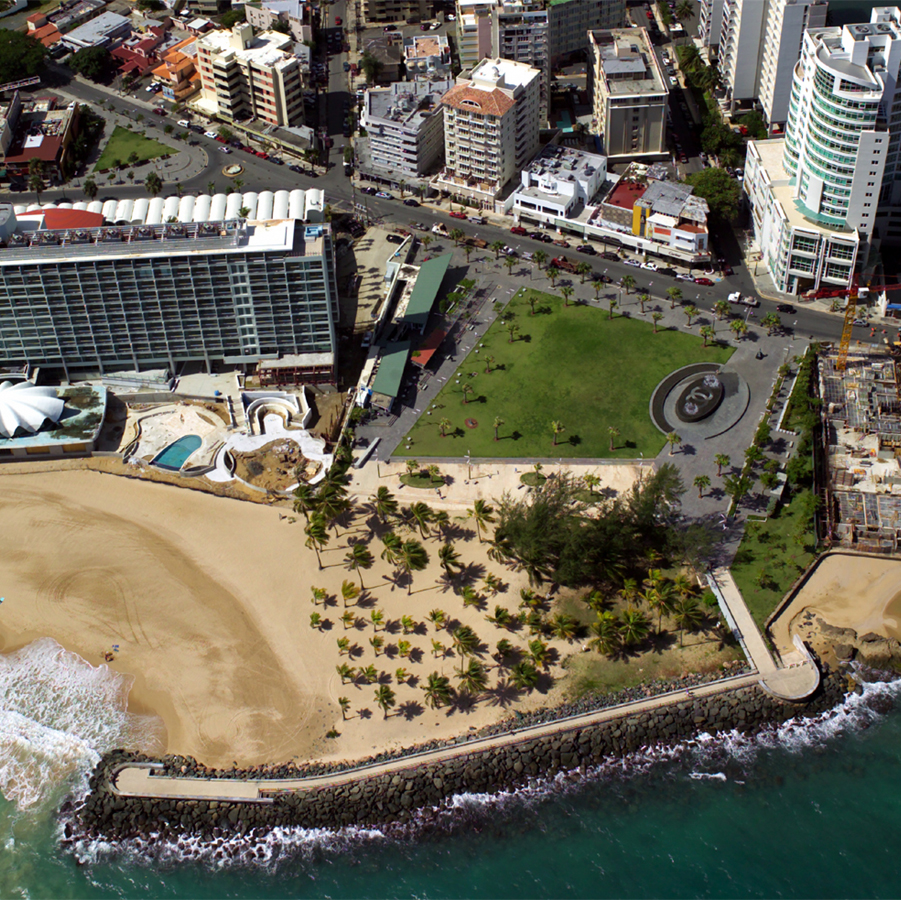
Vista aérea de "La Ventana al Mar".

Andrés Mignucci Giannoni FAIA (Ponce, Puerto Rico 1957 - 2022) fue un arquitecto y urbanista puertorriqueño.

## Biografía
Nació el 17 de diciembre de 1957 en Ponce, Puerto Rico. En 1975 ingresó en la Universidad de Wisconsin-Milwaukee, donde se graduó en 1979. En 1982 obtuvo el título de Maestría en Arquitectura del Massachusetts Institute of Technology. En el 2005, Andrés Mignucci fue elegido al Colegio de Fellows del American Institute of Architects. Andrés Mignucci fue profesor de arquitectura en la Escuela de Arquitectura de la Universidad de Puerto Rico. Durante el 2008 Mignucci colaboró con la artista María de Mater O'Neill en el proyecto Pintura para un piso específico como parte de una Residencia de Artista en el Centro Cultural CASAPOLI en Chile. Ese mismo año, Mignucci fue profesor visitante junto a N. John Habraken en la Escuela Técnica Superior de Arquitectura de Barcelona como parte del Laboratorio de la Vivienda del Siglo XXI. En 2012, Mignucci recibe el Premio Henry Klumb, máxima distinción del Colegio de Arquitectos y Arquitectos Paisajistas de Puerto Rico. Lastimosamente, Mignucci murió el 22 de noviembre de 2022, faltándole menos de un mes para cumplir sus 65 años de edad.

## Carrera
En el 1980 colaboró con N. John Habraken en The Grunsfeld Variations, un proyecto de investigación sobre metodologías de diseño en tejidos urbanos complejos. Entre el 1983 y el 1986 colaboró como diseñador urbano con Stephen Carr y Kevin A. Lynch en Cambridge, Massachusetts. Sus trabajos incluyen planes urbanísticos para las ciudades de Reno, Nevada, Roanoke Virginia, Chattanooga Tennessee, St. Petersburg, Florida, y Providence, Rhode Island. En el 1986 Mignucci enseña diseño en el MIT junto al arquitecto alemán Erich Schneider-Wessling (Cologne 1931). Ambos ganan el primer premio de diseño en el concurso internacional para el Bayer Informationzentrum en Leverküsen, Alemania. En el 1988, Mignucci regresa a Puerto Rico y funda Andrés Mignucci Arquitectos en San Juan. Entre sus publicaciones se encuentran Conversations with Form: A Workbook for Students of Architecture (2014), Arquitectura Dominicana 1890-1930 (1990), Arquitectura Contemporánea en Puerto Rico 1976-1992 (1992), Pintura para un piso específico (2009) y Soportes: Vivienda y Ciudad (2009) publicado por la Universitat Politécnica de Catalunya.

## Obras y Proyectos
Mignucci fue galardonado en numerosas ocasiones. Recibió el Premio Nacional de Arquitectura en los años 2000 (Parque de los Niños) y 2001 (Escuela de Bellas Artes de Mayagüez). En el 2002, el proyecto para el Parque Metropolitano de Santiago (con Gustavo Moré) ganó el  primer premio en el concurso internacional de diseño y en el 2006 recibió el primer premio de urbanismo en la Bienal de Arquitectura de Santo Domingo. En 2004 su obra La Ventana al Mar fue seleccionada finalista en la Bienal Iberoamericana de Arquitectura recibiendo además la Medalla de Bronce en la Bienal de Miami + Beach en el 2005.
Su trabajo ha sido reconocido por la integración de las disciplinas de arquitectura, paisajismo y diseño urbano, así como por la creación de espacios públicos con sentido de lugar, escala humana y responsabilidad ambiental. Sus obras principales incluyen el Santuario Santo Cristo de los Milagros (1997), el Parque de los Niños (2000), el Parque Luis Muñoz Rivera (2000-2004), el sistema eslabonado de espacios públicos en El Condado (1999-2001), La Ventana al Mar (2004), la Escuela de Bellas Artes de Mayagüez (2001-2008), el Centro para Puerto Rico (2009), y el "Centro de Conservación de Manatíes del Caribe (2012).